# Coublevie
Coublevie település Franciaországban, Isère megyében. Lakosainak száma 5409 fő (2022. január 1.). Coublevie Voiron, La Buisse, Saint-Étienne-de-Crossey, Saint-Jean-de-Moirans és La Sure en Chartreuse községekkel határos.

## Népesség
A település népességének változása:
| Lakosok száma | 2461 | 3100 | 3335 | 4116 | 4567 | 4680 | 4836 | 5216 | 5318 | 5409 |
|               | 1968 | 1982 | 1990 | 2006 | 2013 | 2015 | 2017 | 2019 | 2020 | 2022 |